# 84–94 St Vincent Street

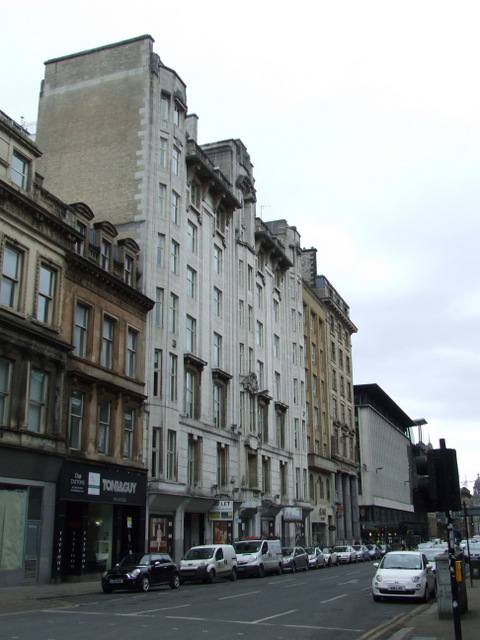
84–94 St Vincent Street ist der weiße Komplex in der Mitte der Gebäudezeile

Unter der Adresse 84–94 St Vincent Street in der schottischen Stadt Glasgow befindet sich ein Geschäftsgebäude. 1970 wurde das Bauwerk in die schottischen Denkmallisten zunächst in der Denkmalkategorie B aufgenommen. Die Hochstufung in die höchste Denkmalkategorie A erfolgte 1988.

## Beschreibung
Das Gebäude steht zwischen der St Vincent Street und der St Mary’s Lane im Zentrum Glasgows. Es wurde zwischen 1908 und 1909 nach einem Entwurf des schottischen Architekten John Archibald Campbell erbaut. Campbell verstarb vor Beendigung der Arbeiten, sodass es als Campbells letzte Gebäude gilt. Das Gebäude wurde für die Northern Assurance Company gebaut, beherbergte jedoch auch den Imperial Union Club. Teile wurden als Bürogebäude vermietet.
Das sieben- bis achtstöckige Geschäftsgebäude ist klassizistisch ausgestaltet, greift jedoch bereits Elemente der frühen Moderne auf. Seine sieben Achsen weite Fassade besteht aus Portland-Stein. Die Zentralachse mit ihrem säulenflankierten Eingang ist am reichhaltigsten ornamentiert. So sind die stilisierten Architrave der darüberliegenden Fenster ornamentiert. Ebenso wie die äußeren Achsen ist die Zentralachse ab dem ersten Obergeschoss als gekanteter Erker gearbeitet. Das oberste Fenster im sechsten Obergeschoss ist im Stile einer Ädikula mit Segmentgiebel gestaltet. Darüber verläuft das auf Konsolen gelagerte Kranzgesims. Die äußeren Achsen durchbrechen das Gesims und bilden ein achtes Geschoss.